# Daniel Hensel

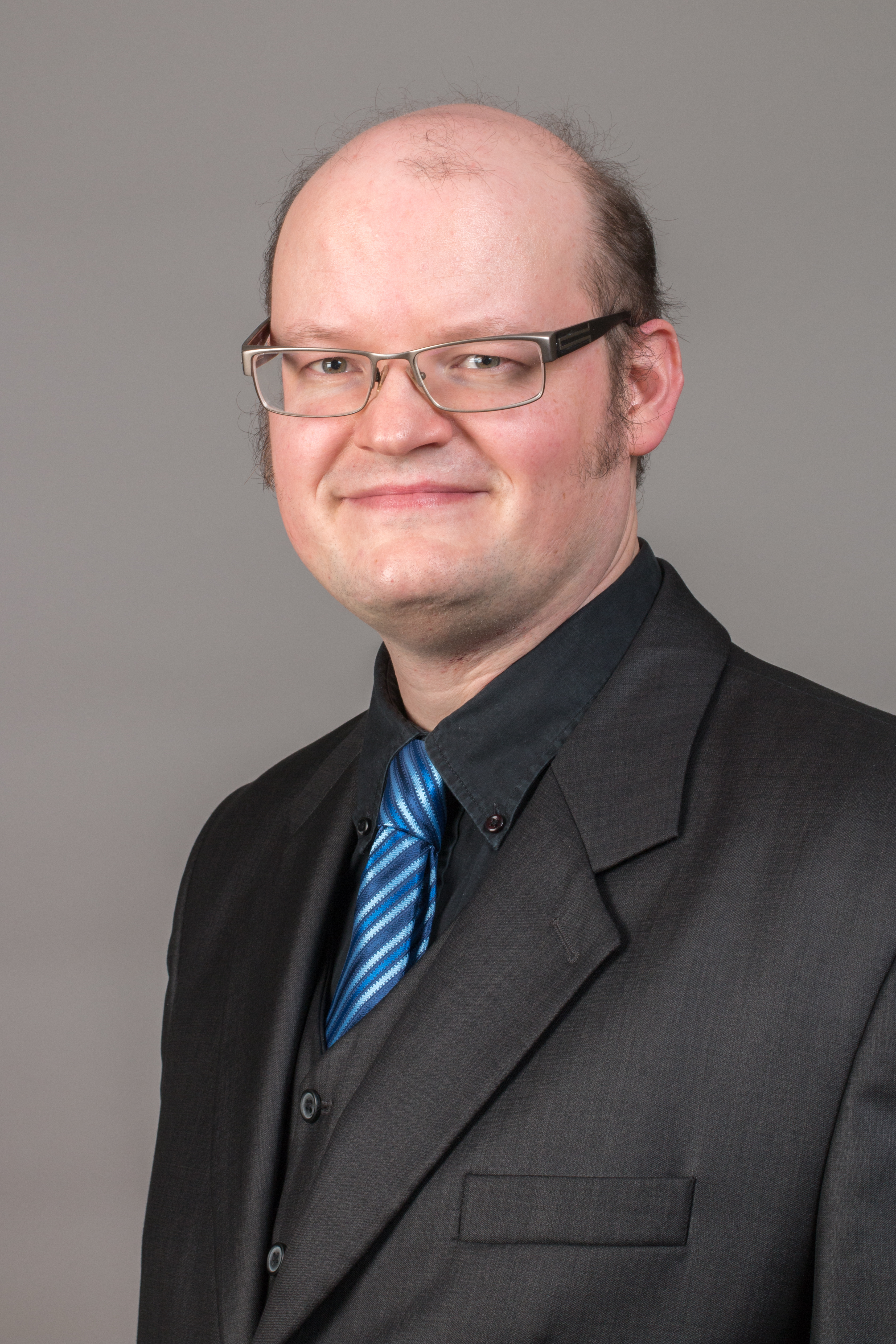
Daniel Hensel, 2014

Daniel Hensel (* 17. April 1978 in Büdingen) ist ein deutscher Komponist, Videokünstler, Musikwissenschaftler und Musiktheoretiker.

## Leben
Daniel Hensel erhielt von 1994 bis 1999 eine umfassende musikalische Ausbildung am Hoch’schen Konservatorium in Frankfurt am Main. Dort studierte er Komposition, Kontrapunkt, Tonsatz und Instrumentation unter anderem beim österreichischen Komponisten Gerhard Schedl. Ab 1999 setzte er sein Kompositionsstudium bei Heinz Winbeck an der Hochschule für Musik Würzburg fort und wechselte 2003 an die Robert Schumann Hochschule Düsseldorf, wo er bei Manfred Trojahn studierte und 2004 das Diplom mit Auszeichnung ablegte. Darüber hinaus nahm er an den Gruppenstunden von Wolfgang Rihm in Karlsruhe teil.
2005 absolvierte Hensel ein Aufbaustudium bei Michael Obst und kehrte anschließend noch einmal zur Meisterklasse Winbecks zurück. Von 2009 bis 2011 studierte er Musikwissenschaft bei Peter Ackermann und wurde 2011 an der Hochschule für Musik und Darstellende Kunst Frankfurt am Main mit einer Dissertation über das Werk Gerhard Schedls promoviert.
Im Jahr 2016 habilitierte sich Hensel im Fach Systematische Musikwissenschaft an der Martin-Luther-Universität Halle-Wittenberg, wo er seither als Privatdozent tätig ist. Für das Habilitationsverfahren entwickelte er gemeinsam mit dem Softwareentwickler Ingo Jache die musikanalytische Software PALESTRiNIZER und veröffentlichte die Erkenntnisse aus deren Anwendung in der Habilitationsschrift Beiträge zur Musikinformatik, Modus, Klang- und Zeitgestaltung in Lassus- und Palestrina-Motetten.
Hensel lehrte zudem Historische Musikwissenschaft an der Hochschule für Musik und Darstellende Kunst Frankfurt, war Lehrkraft für besondere Aufgaben an der Universität des Saarlandes sowie Professor für Musiktheorie an der Musik und Kunst Privatuniversität der Stadt Wien.
Seit dem 1. Juni 2024 ist Hensel Künstlerisch-Wissenschaftlicher Mitarbeiter für Orgelkunst, Kreativitätskonzepte und Künstliche Intelligenz an der HfM Würzburg, wo er im Rahmen der Hightech Agenda Bayern mit dem Informatiker Hannes Ritschel zusammenarbeitet.
Hensel gilt als außerordentlich gefragter Hochschullehrer, was sich in seiner gleichzeitigen Lehrtätigkeit an mehreren renommierten Universitäten widerspiegelt.

## Werk und Wirkung
Der Musikwissenschaftler Christian Heindl schreibt im Programmheft zum 2. Sinfoniekonzert in der Liederhalle Stuttgart am 7. Dezember 2008 über Daniel Hensel:  
„Es mag demnach nicht verfehlt sein, Hensel (der sowohl Mitglied im Deutschen Komponistenverband als auch im Österreichischen Komponistenbund ist) in eine Traditionslinie von Schubert über Mahler und seinen Lehrer Schedl in die Gegenwart zu sehen. Dementsprechend erfüllt sich mit dem heute zur Uraufführung gelangenden Gesang des gesegneten Lebens op. 18 nach Hensels eigener Aussage ein Lebenstraum: die gemeinsame Programmierung eines seiner Werke in Verbindung mit Gustav Mahler.“
Hensels Werke wurden bei zahlreichen Festivals, in Rundfunkproduktionen sowie im Rahmen internationaler Konzerte aufgeführt. So erklang sein Stück Zwischen den Klängen op. 9 bei den Kasseler Musiktagen 2005 unter der Leitung von Bernhard Lang (gesendet auf HR 2). Am 17. Juni 2007 wurden die Reflexionen für Orchester op. 16 als deutscher Beitrag zum „Pasticcio zur Europahymne“ im Konzerthaus am Gendarmenmarkt Berlin uraufgeführt – anlässlich der Übergabe der deutschen EU-Ratspräsidentschaft –, interpretiert von den young.euro.classics unter Sebastian Weigle.
Die Flötistin Carin Levine produzierte 2007 ein eigens für sie komponiertes Werk Hensels im BR-Studio Franken. Der Gesang des gesegneten Lebens op. 18, ein Auftragswerk der Stuttgarter Oper, wurde in Kombination mit Mahlers 2. Sinfonie unter GMD Manfred Honeck uraufgeführt – ein bedeutender künstlerischer Meilenstein für Hensel.
Mit dem Streichsextett Klärchens Lied op. 20 – einer Auftragsarbeit der Kasseler Musiktage 2009, uraufgeführt vom Ensemble Modern unter Jonathan Stockhammer – begann die Zusammenarbeit mit dem Musikverlag Doblinger. Eine Wiederaufführung fand im Arnold Schönberg Center in Wien durch das Ensemble lux statt, das auch Hensels 1. Streichquartett in der Österreichischen Nationalbibliothek zur Uraufführung brachte.
2011 arbeite Hensel mit dem Filmemacher Edgar Reitz zusammen; seit 2012 komponiert er auch elektroakustische Musik. 2013 begann eine enge Zusammenarbeit mit Marianna Oczkowska und Tomasz Skweres in Wien. Bearbeitungen von Haydns „Abschiedssinfonie“ und Beethovens 8. Sinfonie für Kammerensemble wurden im Rahmen einer China-Tournee des Young-Euro-Classics-Festivalorchestra unter Tang Muhai u. a. in Shanghai und Tianjin aufgeführt. Seit 2013 tritt Hensel auch als in Verbindung mit seiner elektronischen Musik Videokünstler in Erscheinung.
Sein Werk Der Scheintod aus Des Knaben Wunderhorn wurde vom Platypus Ensemble und Ursula Langmayr im Österreichischen Kulturforum Berlin uraufgeführt. 2017 vertonte Hensel zudem Kinderlieder nach Texten von James Krüss.
2019 erfolgte u. a. eine Zusammenarbeit mit dem HR, dem Philharmonischen Staatsorchester Hamburg und der Elbphilharmonie.
Seit 2021 wird Hensels Schaffen im Rahmen zahlreicher Stipendienprogramme – u. a. durch die Beauftragte der Bundesregierung für Kultur und Medien – intensiv gefördert. 2022 widmete BR-Klassik dem Komponisten erstmals ein Porträt, 2024 wurde seine Autobiographie in der Sendung selbstLAUT auf hr2-kultur ausgestrahlt.
Mit dem Werk Energien, das Hensel anlässlich des 150. Geburtstags von Arnold Schönberg im Rahmen von NEUSTART KULTUR komponierte, setzte er die Zusammenarbeit mit Jaime Wolfson, dem Platypus Ensemble, dem Musikverlag Doblinger sowie dem Arnold Schönberg Center fort.

### Engagement für die Musik seiner Lehrer
Hensels Dissertation widmet sich der Musik seines ersten Lehrers, Gerhard Schedl. Gemeinsam mit dem österreichischen Musikwissenschaftler Christian Heindl und dem Komponisten Roman Pawollek engagiert sich Hensel aktiv für die Aufführung von Schedls Werken. Dieses Engagement führte zur Kooperation des Wiener Vereins für zeitgenössische Musik il rilievo mit der Alten Schmiede sowie mit dem Studio für Neue Musik Würzburg.
Auch Heinz Winbeck und Gerhard Schedl wurden von Hensel mit Beiträgen im KdG sowie in Radiofeatures auf hr2-kultur gewürdigt.

## Trivia
Hensel ist seit 2005 mit der polnischen Soziologin Dorota Ewa Hensel verheiratet, das Paar lebt in Büdingen und hat fünf Kinder. Hensel und seine Familie verbringen seit 19 Jahren jeden Sommer im polnischen Radzyń Podlaski. Hensels älteste Tochter Anna-Maximiliane Geraldine wirkte als Hornistin in Hensels „Claustrophobia“ und neben Jörg Bernig als Sprecherin und Hornistin in Hensels 1. Sinfonie mit. In seiner Autobiographie erzählt Hensel, dass die Schauspielerin und Synchronsprecherin Andrea Cleven eine Klassenkameradin war und beide als Kinder für einen tschechischen Kinderfilm gecastet wurden.

## Mitgliedschaften
Hensel ist Mitglied folgender Verbände: Deutscher Komponistenverband, der Austrian Composers Association, der IGNM-Sektion Österreich und der GEMA.

## Werke (Auszug)
- Op. 6: Requiem der jungen Hoffnungen, i. A. des Heinrich Schütz Chors Hannover. UA.:7. Januar 2006 in Springe durch den Heinrich Schütz Chor und Mitgliedern des Niedersächsischen Staatsorchester unter Peter Francesco Marino, sowie Nan Li und Nastassia Nass
- Op. 7: Duo für Viola und Tuba, UA.: 20. April 2005 Fürstenhaus Weimar, Garth Knox und Gerard Bouquet
- Op. 8: Traumgebilde op. 8 für vier Blockflöten und Orff-Instrumente zu vier Spielern, UA.: Kirche St. Martha Nürnberg. Blockflötenklasse Jeremias Schwarzer und Schlagzeugklasse Hermann Schwander, Ltg. Daniel Hensel
- Op. 9: Zwischen den Klängen für Kammerensemble, im Auftrag der Kasseler Musiktage, Projekt Klangsplitter, UA.: 30. Oktober 2005, durch Mitglieder des Staatstheaters Kassel unter Bernhard Lang
- Op. 14: Sonate für Flöte allein, i. A. von Carin Levine, produziert am 7. Februar 2007 im BR – Nürnberg, Studio Franken
- Op. 16: Reflexionen für Orchester, i. A. von Europa, der blaue Stern, UA.: 17. Juni 2007, Konzerthaus am Gendarmenmarkt Berlin, durch die young.euro.classics unter Sebastian Weigle
- Op. 17 Konzert für Klavier und Orchester, UA.: 10. Juni 2008, Hfm – Würzburg, Theater in der Bibrastraße, Barbara Anton-Kügler Klavier, Orchester der HfM – Würzburg, Ltg. Marko Zdralek
- Op. 18 Gesang des gesegneten Lebens für großes Orchester, Auftragswerk der Staatsoper Stuttgart, Heinz Winbeck gewidmet, UA.: 7. Dezember 2008, Liederhalle Stuttgart, Orchester der Staatsoper Stuttgart, Ltg. Manfred Honeck
- Op. 19 Die junge Magd, nach Georg Trakl, für Sopran, Flöte, Klarinette und Streichquartett.
- Op. 20 Streichsextett, „Klärchens Lied“, i. A. der Kasseler Musiktage 2010, UA.: 7. November 2009, Kulturbahnhof Kassel, Ensemble Modern, Ltg. Jonathan Stockhammer.
- Op. 21 Echos und Gesänge aus dem Innern, für Violine solo, Rafal Zambrzycki-Payne gewidmet
- Op. 22 Fleur du Mal, dramatische Arie für Tenor und großes Orchester, Bem: Maestro Manfred Honeck gewidmet
- Op. 23 Cardillac-Suite, Stummfilm-Musik für Edgar Reitz’ Cardillac-Suite, für Orchester
- Op. 24, Nr. 1 Studie Nr. 1, Musik für Computer, realisiert in Csound
- Op. 24, Nr. 2 Studie Nr. 2, Musik für Computer, realisiert in Csound
- Op. 25 Duo für Violine und Violoncello, Selbstzerstörung und Abgesang, UA.: 19. April 2013, Alte Schmiede Wien, durch Marianna Oczkowska und Tomasz Skweres.
- Op. 28 Der Scheintod, aus des Knaben Wunderhorn, für Fl., Kl., Pf., Sopran, Vl. und Vc., im Auftrag der ÖGZM. UA: 23. Juni 2016 im Österreichischen Kulturforum in der Österreichischen Botschaft in Berlin durch das Ensemble Platypus
- Op. 30 Böhmischer Friedhof, für Sopran und Orchester nach Jörg Bernig.
- Op. 31 Cantiones Budingensis, elektronisches Werk.
- Op. 32 Burn, Witch burn! – Willkommen in Büdingen, eine elektroakustische Auftragskomposition des HR für die Reihe „Hessenhören“ auf HR2, UA.: Sa. 14. Dezember 2019, 23:00 Uhr auf hr2-kultur
- Op. 33 Taub für des äussern Lebens wüstes Toben, für 8 Holzbläser, Kontrabass und Live-Elektronik
- Op. 34 Von einem, der auszog, das Träumen zu lernen für Orchester, Förderpreis für eine Aufführung beim Bach-Kompositionswettbewerb 2020 in Eisenach
- Op. 35 Wo aber Gefahr ist, wächst das Rettende auch. eine elektroakustische Komposition im Auftrag von hr2-kultur[32]
- Op. 36 All The King's Tags, eine elektroakustische Komposition im Auftrag von hr2-kultur, Ursendung am 16. Dezember 2021 auf hr2-kultur
- Op. 37 Claustrophobia, eine elektroakustische Komposition, im Auftrag der Hessischen Kulturstiftung. Gefördert im Rahmen des „Kulturpaket II: Perspektiven öffnen, Vielfalt sichern“. Ursendung am 5. März 2022 auf hr2-kultur.[33]
- Op. 38 1. Sinfonie „Ein Lied im höhern Chor. Aus der tieffen Ruffe ich HERR zu dir“; elektroakustisch; dem Andenken meines Vater gewidmet; gefördert durch Neustart Kultur „Stipendienprogramm 2021“ des BKM und der GEMA; Ursendung am 22. September 2022 auf BR-Klassik.[34]
- Op. 39 sonus spatium, 2. Satz für das 3. Brandenburgische Konzert von J.S. Bach
- Op. 40 Trauer, für hohen Sopran, Harmonium, Harfe, Celesta und Live-Elektronik, nach Stefan Georges „Trauer I“, gefördert durch NEUSTART KULTUR „Stipendienprogramm 2022“ des BKM und des DMR
- Op. 41 Energien… für kleine Klarinette, Klarinette, Bassklarinette, Geige, Bratsche, Violoncello und Klavier, gefördert durch NEUSTART KULTUR „Stipendienprogramm 2022“ des BKM und des DMR, komponiert Sept.-Dez. 2022 für den 150. Geburtstag Arnold Schönbergs
- Op. 42 EM-Suite, im Auftrag von hr2-kultur, elektroakustisches Werk in sieben Sätzen.
- Op. 43 Sinfonietta, Un sogno su Nicola Vicentino, komponiert Mai bis Juni 2023
- Op. 44 Cete carmina, für Orchester, komponiert Nov. 2023-Januar 2024
- Op. 45 Ad LXVI annorum, für Wolfgang Liebhart zum 66., UA am 29. April 2024

Werke ohne Opus
Verlegte Werke
- Streichsextett Klärchens Lied. Musikverlag Doblinger. ISMN-979-0-012-19986-1
- Duo für Violine und Violoncello op. 25. Selbstzerstörung und Abgesang. Musikverlag Doblinger. ISMN-979-0-012-20275-2.
- Henriette Bimmelbahn. Drei Lieder für Gesang und Gitarre ad lib. nach Texten aus den Bilderbüchern Henriette Bimmelbahn, Der blaue Autobus, Die besonders nette Straßenbahn von James Krüss und Lisl Stich. Musikverlag Doblinger. ISMN-979-0-012-20604-0.

Filme
- Studie Nr. 1, sonische Visualisierung von op. 24, Nr. 1 (3:21 min; online)
- Studie Nr. 1, Verfilmung als Videoanimation von op. 24, Nr. 1 (3:19 min; online)
- Studie Nr. 2, Verfilmung als Videoanimation von op. 24, Nr. 2 (9:45 min; online)

## Schriften
- Wilhelm Friedemann Bach. Epigone oder Originalgenie, verquere Erscheinung oder großer Komponist? Ibidem, Stuttgart 2011, ISBN 978-3-8382-0178-8.
- Von der Einheit in der Vielfalt oder der Lust am Subjektiven: Die Musik Gerhard Schedls, dargestellt an seiner Instrumentalmusik. Ibidem, Stuttgart 2011, ISBN 978-3-8382-0278-5.
- (Hrsg.): Anleitung zum General-Bass (1805), einschließlich der Biographie: Karl Weigl: Emanuel Aloys Förster (1913). Ibidem, Stuttgart 2012, ISBN 978-3-8382-0378-2.
- Beiträge zur Musikinformatik, Modus, Klang- und Zeitgestaltung in Lassus- und Palestrina-Motetten. Springer Fachmedien, Wiesbaden 2017, ISBN 978-3-658-18272-4 (Print), ISBN 978-3-658-18273-1 (electronic)
- Elementar-Lehrbuch der Harmonie- und Generalbasslehre. Reprint der Ausgabe Linz 1841, mit handschriftlichen Eintragungen Anton Bruckners, kommentiert und mit einer Studie versehen von Daniel Hensel, hrsg. von Andreas Lindner/Klaus Petermayr, Linz 2017, ISBN 978-3-903196-01-8.

Aufsätze
- Simon Sechter, seine Fundamentalbass-Theorie und ihre Auswirkungen auf die musikalische Konstruktion im Werk Anton Bruckners. In: Andreas Lindner und Klaus Petermayr (Hrsg.): Bruckner-Jahrbuch 2011–2014. Linz 2015, ISBN 978-3-902681-30-0.
- Das Handexemplar Bruckners des „Elementar-Lehrbuchs der Harmonie- und Generalbasslehre von Johann August Dürrnberger“. In: Andreas Lindner und Klaus Petermayr (Hrsg.): Brucknerjahrbuch 2015–17. Linz 2017, ISBN 978-3-903196-00-1.
- Der Neapolitaner und andere tonale Aspekte in Weberns op.10, Nr.4. In: Archiv für Musikwissenschaft, Band 76, Dezember 2019, Heft 4, pp 307-314.[35]
- Kompositionstechniken bei Alban Berg und Joseph Haydn und Methoden der musikalischen Analyse. Zwei Studien In: Archiv für Musikwissenschaft, Band 78, September 2021, Heft 3, pp 224-249[36]
- Modale Klangstrukturen in Madrigalen Giovanni Pierluigi da Palestrinas und ihre Analyse durch die Software PALESTRiNIZER In: Archiv für Musikwissenschaft, Band 79, Juni 2022, Heft 2, pp 153-171[37]
- Bergs Op. 2 – ein weiterer Versuch einer semantischen Analyse auf Basis der Harmonik In: Archiv für Musikwissenschaft, Band 79, Oktober 2022, Heft 3, pp 189-206[38]
- KI – Grenzen und Möglichkeiten In: Neue Zeitschrift für Musik 1/2025, Seite 42.[39]

Lexikonartikel
- Heinz Winbeck. In: Komponisten der Gegenwart (KDG), 65. Nflg, 12/19, edition text+kritik, München 2019.
- Gerhard Schedl. In: Komponisten der Gegenwart (KDG), 66 Nflg, 1/20 edition text+kritik, München 2020.

Radiosendungen
- "selbstLAUT, von mit und über Daniel Hensel, auf hr2-kultur[40]
- „Ich hab' meine Arbeit getan…“ Heinz Winbeck, eine Sendung von Daniel Hensel, auf hr2-kultur.
- „Musik ist eine Sucht“ – Der Komponist Gerhard Schedl, eine Sendung von Daniel Hensel, auf hr2-kultur.[41]

## Diskografie
Streaming und Digital-Veröffentlichung
- Duo für Viola und Tuba op.7, Garth Knox, Gérard Buquet auf iTunes,[42] Apple Music,[43] Amazon Music,[44] Spotify[45] und Deezer
- Fünf kleine Klavierstücke, Op. 3, No. 1 (20 Years-Edition) [Live]-EP, András Hamary, auf iTunes,[46] Apple Music,[47] Amazon Music,[48] Spotify[49] und Deezer
- Electroacoustic Music 10 Years Edition (2022 Remaster), EP, Überblick[50], Apple Music,[51] iTunes,[52] Amazon Music,[53] Spotify[54]
- DANIEL HENSEL „BURN, WITCH BURN!“, Album, Streaming[55]
- Daniel Hensel, „Musik der Pandemie“, Album, Tr.1. Sinfonie No.1 „Ein Lied im höhern Chor“, Tr.2 Claustrophobia, Streaming[56]
- Daniel Hensel, „Requiem der jungen Hoffnungen“, op.6, auf Apple Music[57], Amazon Music[58], Spotify[59]
- Daniel Hensel, Ad LXVI Annorum, Single, auf allen Streaming-Diensten[60]

## Wettbewerbe
- Aufführungspreis Gmünd/Kärnten: Die musikalische Welt des Wassers, für das Streichquartett: Im Nebel
- Förderpreis für eine Aufführung beim Bach-Kompositionswettbewerb 2020 in Eisenach[61]

## Förderungen
- 2006 Paul und Käthe Kick Stiftung: Zuwendung
- 2007 Stipendium der GEMA-Stiftung
- 2007 Musikalische Akademie Würzburg e. V. -- Gesellschaft der Freunde und Förderer der Hochschule für Musik Würzburg e. V.: Studienbeihilfe zum Abschluss der Meisterklasse
- 2008 Wolfgang Fischer und Maria Fischer-Flach Stiftung: Studienbeihilfe
- 2011 Zuwendung der Paul und Käthe Kick Stiftung
- 2019 Zuwendung des Förderung und Hilfsfonds des DKV
- 2020 Zuwendung von InnerWheel
- 2020 Zuwendung des Förderung und Hilfsfonds des DKV
- 2021 „Brückenstipendium“ der Hessischen Kulturstiftung. Gefördert im Rahmen des „Kulturpaket II: Perspektiven öffnen, Vielfalt sichern“.
- 2021 GEMA-Stipendium im Rahmen des Stipendienprogramms von NEUSTART KULTUR zur Komposition der 1. Sinfonie[62]
- 2022 DMR-Stipendium im Rahmen des Stipendienprogramms von NEUSTART KULTUR